# Polylactid-Polyhydroxyalkanoat-Blends
Polylactid (PLA) umgangssprachlich auch Polymilchsäure genannt und Polyhydroxyalkanoate (PHA) und ihre Verbundstoffe werden als potenzielle Alternativen zum Ersatz von petrochemischen Kunststoffen beschrieben.
Durch Blenden der beiden Biopolymere lassen sich die Eigenschaften der Biopolymere verbessern. Die Verarbeitbarkeit der PLA-PHA-Blends sowie die thermische Stabilität können durch Plastifizierung, Zugabe von Mikro- und Nanopartikeln weiter verbessert werden.

Polylactide

Poly-3-hydroxybutyrat (P3HB)

## Biobasierte Polymere
Polylactid (PLA)  ist ein biologisch abbaubarer thermoplastischer Polyester. PLA wird durch direkte Kondensationspolymerisation von Milchsäure (LA) oder durch Ringöffnende Polymerisation (ROP) von zyklischem Lactidsäuredimer, bekannt als Lactid, synthetisiert.
Die Eigenschaften wie die Zugfestigkeit und der Elastizitätsmodul von PLA sind denen von Hochleistungskunststoffen sehr ähnlich, jedoch schränken seine Sprödigkeit und seine schlechten Barriereeigenschaften seinen Anwendungsbereich ein. PLA ist biologisch abbaubar und biokompatibel.
Polyhydroxyalkonate (PHAs)  sind biobasierte Polyester. PHA-Polymere werden von einer Vielzahl von Mikroorganismen (mindestens 75 verschiedene Gattungen) in Gegenwart einer reichlich vorhandenen Quelle von Kohlenstoff (z. B. Glucose oder Saccharose) oder Lipiden (z. B. Pflanzenöle oder Glycerin) als Reaktion auf die Nährstofflimitierung von Makroelementen (wie Phosphor, Stickstoff, Spurenelementen oder Sauerstoff) als intrazelluläre Nahrungs- und Energiereserve synthetisiert. Hinsichtlich ihrer Eigenschaften sind PHAs isotaktische, teilkristalline, thermoplastische Polymere mit hohem Molekulargewicht. Unter den PHAs ist Polyhydroxybutyrat (PHB) der einfachste und gebräuchlichste Vertreter von PHA. Er weist eine hohe Kristallinität auf, die eine gute Gaspermeation bietet. Für die kunststoffverarbeitende Industrie ist der Hauptnachteil von PHB die sehr geringe Beständigkeit gegenüber thermischer Zersetzung. Die Schmelztemperatur (ca. 170–180 °C) liegt nahe der Abbautemperatur.
Das Biopolymer Polyhydroxybutyrat (PHB) ist sowohl unter aeroben als auch unter anaeroben Bedingungen durch verschiedene Bakterien, Pilze und Algen vollständig biologisch abbaubar.

## PLA-PHA-Blends (Verbundstoffe)
Mit einer ähnlichen Schmelztemperatur und einer hohen Kristallinität ist Polyhydroxybutyrat (PHB) zum Mischen mit PLA gut geeignet.
Aus industrieller Sicht ist die Modifizierung von PLA durch Schmelzmischen besonders interessant. Das Blending durch Schmelzmischen ist wesentlich einfacher und kostengünstiger als die Copolymerisation oder die Lösungsmittel-Verdampfungsmethode und ist daher die im industriellen Bereich die häufiger eingesetzte Methode.
Mit dem Blenden von PLA mit PHA können einfache Verpackungsformulierungen mit gewünschten Eigenschaften durch Variation der Mischungszusammensetzung erhalten werden.

### Vermischen in der Schmelze ohne Kompaktierungshilfsmittel
PLAs weisen eine Schmelztemperatur im Bereich von 130–180 °C auf. Da das Polyhydroxybutyrat (PHB) eine Schmelztemperatur von etwa 170–180 °C aufweist, sollte die Verarbeitungstemperatur von PLA-PHB-Blends mindestens 180–190 °C betragen. Der Schmelzverarbeitungsansatz beinhaltet das Erhitzen von PLA-PHB-Mischungen über ihre Schmelzpunkte, das Modellieren der Polymermischung in die gewünschten Formen und schließlich das Abkühlen und Kristallisieren, um ihre Abmessungen zu stabilisieren.
Bei einem Mischungsverhältnis von 75 Gew. % PLA zu 25 Gew. % PHB ohne weitere Additive zeigt die Differenz-Thermoanalyse (DTA) nur einen Kristallisationspeak bei PLA. Das bedeutet, dass der Blend ohne Mischungslücke vorliegt. Im Falle einer PLA-PHB-Mischung im Verhältnis 75:25 bilden sich gut dispergierte, kleine Sphärolithe von PHB in der amorphen PLA-Matrix.
PLA zeigt eine begrenzte Mischbarkeit mit niedermolekularem PHB (MW=5000 g·mol−1), wenn der PHB-Gehalt unter 25 Gew. % liegt.
Bei PLA und hochmolekularem PHB (MW=650.000 g·mol−1) zeigt die Rasterelektronenmikroskopie und die Differentialscanningkalorimetrie (DSC), dass Blends von PLA mit PHBV über den gesamten Zusammensetzungsbereich keine Mischbarkeit aufweisen. Es sind zwei Kristallisationspunkte vorhanden. Es werden zwei unterschiedliche Glasübergangstemperaturen und Schmelztemperaturen gemessen, die den reinen Polymeren zugeschrieben werden.

### Vermischen in der Schmelze mit Kompaktibilisatoren
Die Einführung einer dritten Komponente, einem Emulsionsstabilisator, modifiziert die Grenzflächeneigenschaften der Mischung. Die Verringerung des Grenzflächenspannungskoeffizienten bewirkt eine Verfeinerung und Stabilisierung der Morphologie.
Um die Vermischbarkeit von PLA mit PHA über einen weiten Verhältnisbereich zu verbessern, werden reaktive Kompatibilisatoren für PLA- und PHB-Matrizes eingesetzt.
Bei Einsatz von Maleinsäureanhydrid (MA) wird nicht nur die Mischbarkeit verbessert, sondern auch die Flexibilität der endgültigen Mischung erhöht. Eine PLA-PHB-MA-Mischung im Verhältnis von 70 Gew. % PLA: 30 Gew % PHB verwandelte sich als Funktion der MA-Zugabe (von 1 Gew.-% bis 9 Gew.-%) von einem spröden Material in ein duktiles Material und erreichte die optimale Flexibilität von mehr als 500 % durch Pfropfen von 7 Gew.-% MA (PLA-PHB-MA) im Vergleich zu einer reinen PLA-Folie.
Als Kompaktibilisatoren werden auch Tenside genutzt.
Synperonic (Syn) ist ein festes Polyalkylenoxid-Blockcopolymer in Form von Flocken (bei 25 °C). Es ist ein polymerer Emulsionsstabilisator, der von Croda International unter dem Handelsnamen Synperonic PE-F87 vertrieben wird.
HLB12, Eine flüssige Mischung aus Span80 und Tween80. Span TM 80-LQ-(RB) ist ein Sorbitanfettsäureester und Tween TM 80-LQ-(CQ) ist ein ethoxyliertes Sorbitan Ester. Beide Additive sind biobasierte, flüssige Nichtionische Tenside, die von CRODA vertrieben werden. Die Einführung der beiden Tenside (Syn und HLB12) bewirkt eine signifikante Erhöhung des Kristallinitätsgrads der Systeme.

### Vermischen in der Schmelze durch Zugabe von Weichmachern
Bei Folien für die Lebensmittelverpackung ist das doppelte Ziel, die PLA-PHB-Verarbeitungsleistung zu verbessern und dehnbare Materialien zu erhalten. Dafür werden auch Weichmacher zugesetzt. Sie reduzieren den Einfluss von noch vorhandenem halbkristallinen PHB und verbessern die PLA-Performance. Durch Zugabe von Weichmachern werden PLA-PHB-Blends plastifiziert.
Als Weichmacher werden Polyethylenglycol (PEG), Acetyltributylcitrat (ATBC), Monoglyceride wie z. B. Glycerin-Mono-Caprylat (GMC,C11H22O4) oder Glycerin-Mono-Laurat (GML, C15H30O4) getestet.
Als erneuerbarer Bioweichmacher und Schmelzviskositätsverstärker wird auch Lapol 108 untersucht.

### Vermischen in der Schmelze mit Kristallisationshilfen
PLA kristallisiert viel schneller durch Mischen mit PHB in Kombination mit Füllstoffen (z. B. Talk) oder Nanofüllstoffen (z. B. Nanocellulose).

### Copolymerisation während dem Vermischen in Gegenwart von Zinkacetat
Erfolgt das Vermischen von PLA mit PHA in Gegenwart von Zinkacetat, beginnen die beiden Biopolymere zu copolymerisieren. Mit den Copolymeren wird die Mischbarkeit erhöht. Weiterhin wird die Zersetzbarkeit des PHA während dem heißen Schmelzmischen herabgesenkt.

## Eigenschaften der-Blends

### Kristallinität
Morphologische Analysen zeigen, dass eine Erhöhung des PHA-Gehalts in den Polymermischungen zu einer Erhöhung der PLA-Kristallinität führt. Die fein dispergierten, kleinen PHA-Sphärolithe, die gut in der amorphen PLA-Matrix dispergiert sind, fungieren als Keimbildner.

### Sauerstoffdurchlässigkeit
Das Zumischen von PHB zu PLA ermöglicht eine effizientere molekulare Verteilung in der Polymerstruktur. PHB ist in der Lage, die Kristallinität von PLA zu erhöhen. Die Kristalle erzeugen einen gewundenen Weg für kleine Moleküle, wie Sauerstoff. Die Sauerstoffdurchlässigkeitswerte zeigen eine Verbesserung der Sperreigenschaften der PLA-PHB-Blends im Vergleich zu reinen PLA-Folien.
Im Vergleich zu einer reinen PLA-Folie, führt die Zugabe von 25 Gew.-% Polyhydroxybutyrat-co-Polyhydroxyvalerat (PHBV) zu einer Verbesserung der Sperreigenschaften und Senkung der Sauerstoffdurchlässigkeit von 40 %.
Atmungsaktive, biologisch abbaubare Verpackungen können als Folien auf Basis von PLA-PHB-Blends, die 0,5 % Weichmacher, Glycerin-Mono-Capryat (GMC) oder Glycerin-Mono-Laurat (GML) enthalten, gestaltet werden. Die Ergebnisse zeigen eine verbesserte Sauerstoffdurchlässigkeit und bessere mechanische Eigenschaften als bei Folien auf Ethylen-Vinylalkohol-Copolymer (EVOH)-Basis.

### Wasserdampfdurchlässigkeit
Die Wasserdampfdurchlässigkeit (WVTR) von PLA, das mit 15 Gew.-% des stark hydrophoben PHB vermischt wird, zeigt keine signifikante Veränderung gegenüber einer reinen PLA-Folie.
Im Vergleich zu einer reinen PLA-Folie, führt die Zugabe von 25 Gew.-% PHBV zu einer verbesserten Wasserdampfdurchlässigkeit um 46 %.
Bei PLA-PHB-Blend mit Weichmachern zeigt sich, dass eine Folie auf PLA-PHB Basis mit GML eine höhere Wasserdampfdurchlässigkeit besitzt als die Folienformulierung mit GMC als Weichmacher.

### Konservierungstest
Eine Folie auf Basis von PLA-PHB-Blends mit GML hatte für gekühlten Lachs eine bessere Konservierungseigenschaft als nicht biologisch abbaubare Verpackungen und verhinderte die Schimmelbildung.
Im Konservierungstest erreichte die Gesamtkeimzahl (TBC) von Lachs, der mit einer Folie auf PLA-PHB-Blend Basis mit GML als Weichmacher verpackt war, am 15. Tag 4,65 koloniebildende Einheiten (KBE, CFU)/g. Dagegen erreichte der TBC von Lachswürfeln, die in einer Folie aus EVOH bzw. in einer aus PLA-PHB-Blend mit GMC versiegelt waren, am 15. Tag 6,65 bzw. 6,35 KBE/g. Diese Werte überstiegen die maximal zulässige Grenze (6,0 KBE/g) für Fisch.

### UV-Schutz
Die Entwicklung transparenter Folien mit erhöhtem UV-Schutz ist ein relevantes Thema in der Lebensmittelverpackung, da Lebensmittelverpackungen auch Lebensmittel vor UV-Licht schützen sollen. Da PHB im UV-Lichtbereich (250–400 nm) als bessere Lichtbarriere wirkt als PLA, besteht ein weiterer Vorteil durch die Zugabe von PHB zur PLA-Matrix.

### Oberflächenbenetzbarkeit
Die Oberflächenbenetzbarkeit für Materialien, die den statischen Wasserkontaktwinkel (WCA) von weniger als 65° aufweisen, sind hydrophile Oberflächen, während bei höheren Werten als 65° hydrophobe Oberflächen vorliegen. PLA und PHB sind schon als reine Stoffe relativ hydrophobe Polymere. Vergleicht man PLA-PHB-Blends mit statischen Wasserkontaktwinkelwerten von mehr als 65° mit erdölbasierten Polymeren wie Polyethylen (LDPE) und Polypropylen (PP), die einen statischen Wasserkontaktwinkeln um 100° aufweisen, so besitzen PLA-PHB-Blends höhere Benetzungseigenschaften.
PLA-PHB (75:25)-Blends zeigen eine signifikante Verbesserung ihres hydrophoben Charakters mit reduzierter Wasseraffinität im Vergleich zu reinem PLA.
Die Zugabe von Weichmachern wie PEG oder ATBC, führt zu einer leichten Erhöhung des hydrophilen Charakters der PLA-PHB-Oberfläche.
Die Zugabe von D-Limonen bewirkt dagegen eine Erhöhung der Oberflächenhydrophobie.

### Zugfestigkeit und Bruchdehnung
Arrieta gibt in einer Übersichts-Tabelle die Abhängigkeit der Bruchfestigkeit, der Zugfestigkeit und der Bruchdehnung in Abhängigkeit vom PHB-Anteil (0, 15, 25, 50, 75, 100 Gew %) und der Weichmacher im PLA-PHB-Blend an. Die Mischung mit 25 Gew.-% PHB weist aufgrund der fein dispergierten PHB-Kristalle, eine bessere mechanische Leistung als reines PLA auf.
Die Zugfestigkeit und die Bruchdehnung von PLA-PHB-Blends nehmen mit weiterem zunehmendem PHB-Gehalt ab. Bei höheren Gehalten an PHB sind in den Mischungen, in denen es die kontinuierliche Phase ist, sowohl die Zugspannung als auch die Bruchdehnung niedriger als die von reinem PLA.
Zugfestigkeitsergebnisse mit PLA-PHBV-Blends zeigen, dass die Bruchspannung für Mischungen mit zunehmendem PHBV-Gehalt abnahm.

### Young Modul
PLA-PHB-Folien zeigen einen signifikant höheren Young-Modul als reines PHB und reines PLA. PLA-PHB-Blends mit weniger als 40 Gew.-% PHB, können wie typische thermoplastische Polymere gedehnt werden. Dagegen verhalten sich PLA-PHB-Blends mit einem hohen Anteil an PHB (bis zu 60 Gew.-%) wie spröde Polymersysteme und brechen bei sehr geringen Dehnungen (< 3 %).

### Schlagzähigkeit
Die Schlagzähigkeit von PLA-PHB 75:25 ist höher als die der Homopolymeren.

## Eigenschaften nach der Nutzung

### Alterung
Bei kurzzeitigen Anwendungen im Lebensmittelverpackungsbereich sollte die Leistungsfähigkeit des Verpackungsmaterials, zumindest während der Haltbarkeit des Lebensmittels, gewährleistet sein. Die Eigenschaften von PLA und PHB sowie ihrer Mischungen können sich aufgrund der inhärenten biologischen Abbaubarkeit beider Polymermatrizen im Laufe der Zeit verändern. Zugversuche nach zweijähriger Verarbeitung von PLA, PHB und PLA-PHB-Mischungen zeigen eine signifikante Zunahme der Duktilität über die Alterungszeit.

### Recycling
Die Abfälle beider Biopolymere, PLA und PHB, können kompostiert, verbrannt oder recycelt werden.
Obwohl kommerzielle Biokunststoffe unter normalen Bedingungen keinem starken Abbau unterliegen, sollten sie nicht mit kommunalen Kunststoffabfällen entsorgt werden, da es zu einer Kontamination herkömmlicher recycelter Kunststoffe führt und somit die Bemühungen zum Kunststoffrecycling beeinträchtigt.
Einer der Hauptvorteile von PLA-PHB-Mischungen besteht darin, dass sie in verschiedenen Medien wie Kompostierung oder Deponierung oder im Wasser abbaubar sind.

## Abbau
Biologisch abbaubare Polymere können sich in natürlichen Umgebungen – innerhalb von fast einem Jahr oder weniger – zu Wasser, Kohlendioxid, Methan und Biomasse zersetzen.
Die attraktivste Eigenschaft von PLA und PHAs ist ihre biologische Abbaubarkeit und die ungiftige Natur der Abbauprodukte. Die Abbaurate wird anhand des Masseverlusts als Maß für den Zerfallsgrad von plastifizierten PLA-PHB-Blends gemessen.

### Aerober Abbau, PLA-PHB-Blend
PLA-PHB-Blend ist ein vollständig biobasiertes Material, das auch die Kompostierung unter aeroben Bedingungen als nachhaltige Option nach der Nutzung bietet. Der biologische Abbau von Mulchvliesen wird durch den Verlust der Zugfestigkeit, der Depolymerisation, dem Verschwinden der Esterbindung und Abnahme der Glasübergangstemperatur, Schmelztemperatur und Schmelzenthalpie gekennzeichnet. Der PLA-Abbau als kontinuierlichen Phase wird hauptsächlich mit einem nicht-enzymatischen Hydrolyseprozess durch die Bakterien gestartet, Er ist stark temperaturabhängig.
Die verbesserte biologische Abbaubarkeit von PLA-PHB-Blends bei Raumtemperatur gegenüber reinem PLA ist auf das Vorhandensein von kristallinem PHB in der Matrix zurückzuführen. Es verstärkt durch die Kristallstruktur und Rauigkeit bei Raumtemperatur die Benetzbarkeit, Feuchtigkeitsabsorption, und Wasserdiffusion, die zu einer verbesserten biologischen Abbaubarkeit beitragen.
Das biologische Abbauverhalten von PLA und PHB unter Kompostierungsbedingungen hängt stark von der Temperatur des Kompostierungsmediums ab. Während die Zugabe von PHB die biologische Abbaubarkeit von PLA bei Raumtemperatur beschleunigt, verzögert es die biologische Abbaubarkeit von PLA bei 58 °C. Bei Hitzeeinwirkung wurde der geringste Abbau beobachtet.
Bei Labortests unter Kompostierungsbedingungen in Anlehnung an die Norm ISO-20200 begann die Zersetzung bei 58 °C in der amorphen Phase der Polymere und zeigte sich in der Anfangsphase des Kompostierungsprozesses durch den Transparenzverlust.
Weichmacher, die der PLA-PHB-Blend Matrix zugegeben werden, bewirken eine hohe Kettenbeweglichkeit in der weichgemachten Mischung. Dies begünstigt die Oberflächenhydrolyse und führt zuerst zu erheblicher Abnahme der mechanischen Eigenschaften. Die verbesserte Hydrolysemöglichkeit beschleunigt den Zerfallsverlauf des PLA-Abbaus.

### Aerober Abbau, PHB-PLA-Blend
Der PHB-Abbau als kontinuierlichen Phase in einem PHB-PLA-Blend erfolgt hauptsächlich enzymatisch durch verschiedene Enzyme, die die PHB-Oberflächen belegen. Wenn Mikroorganismen mit PHB in Kontakt kommen, sondern sie Enzyme ab, die die polymere PHB Matrix in immer kleinere Segmente aufbrechen und dadurch das durchschnittliche Molekulargewicht reduzieren. Enzyme wie Proteinase K, Serinproteasen aus dem Pilz Tritirachium album, Lipasen, Esterasen und Alcalasen beschleunigen den Abbau.

### Anaerobe Abbau
Der Abbau von Abfällen auf Deponien erfolgt hingegen durch anaerobe Fermentation, die erheblich weniger Geruch als ihr aerobes Gegenstück entwickelt und Methan produziert.

## Verarbeitung von PLA-PHA-Blends
Die Verarbeitungsverfahren PLA-PHA-Blends basieren auf Schmelzverarbeitungsansätzen wie: 3D-Druck, Extrusion, Schaumextraktion, Spritzguss, Thermoformen, Folienformen, Folienblasen und Blasformen, sowie auf Elektrospinnen.

## Hersteller von PLA-PHA-Blends

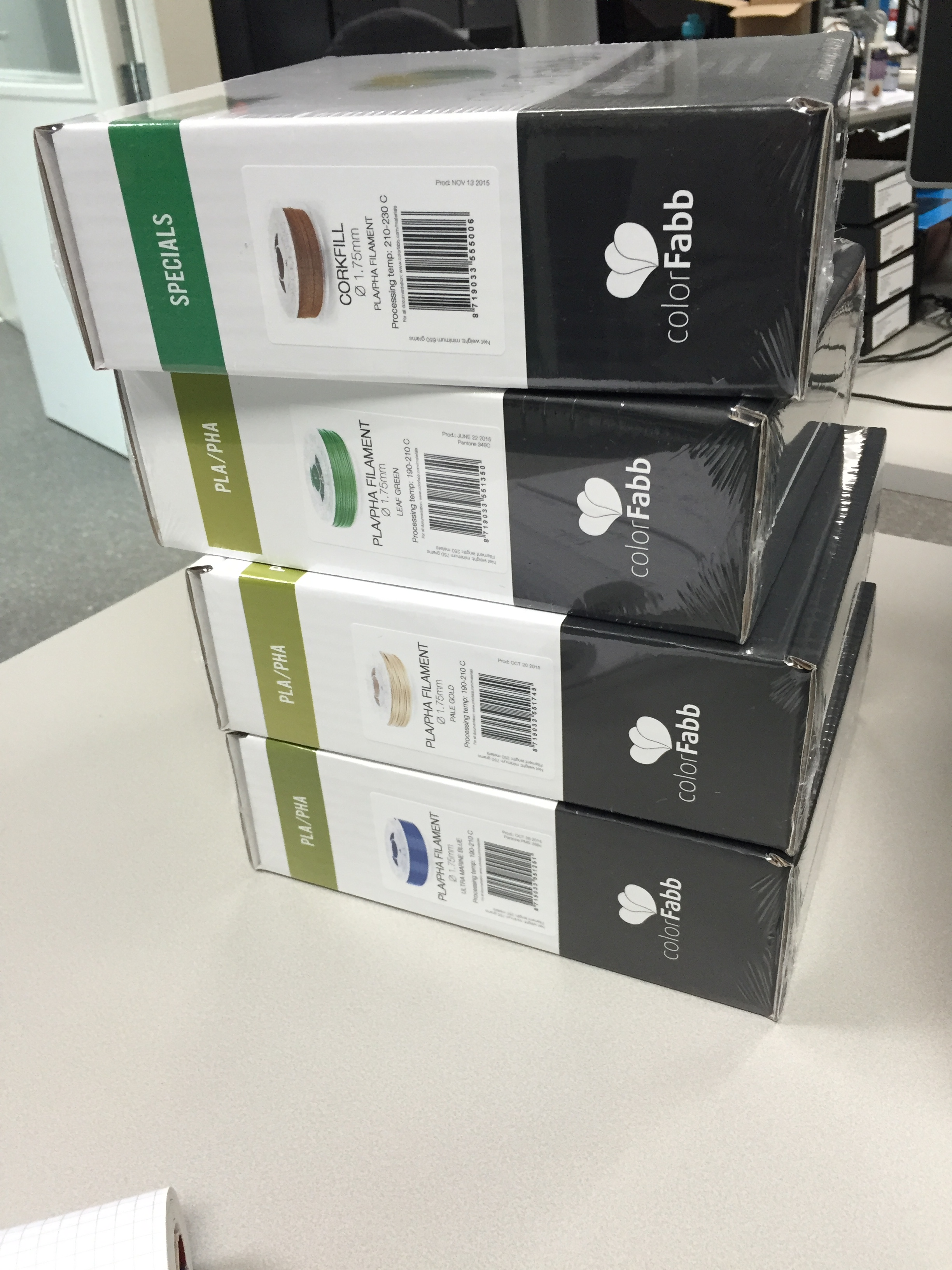
PLA-PHA-3D-Druck-Filament von Colorfabb

Beispiele für Hersteller solcher gebrauchsfertigen PLA-Blends sind BASF, Biotec, Danimer, FKuR, Futura Mat, Kingfa Science & Tech, NatureWorks LLC, Total Corbion PLA.
Filaments: colorFabb, filamentworld, Super-Filament

## Anwendungen von PLA-PHB-Blends
Siehe auch Kapitel * Polylactide#PLA-Blends

### PLA-PHB-Blends bei Folienanwendungen für Verpackungen
Siehe auch Kapitel Polylactide #Verpackung
Die Forschung zu PLA-PHB-Blends hat das Niveau erreicht, dass die biobasierten Kunststoffe mit den Eigenschaften von Kunststoffen auf fossiler Basis konkurrieren und auf industrieller Ebene für Verpackungsanwendungen genutzt werden können.
Durch die Verwendung von Verpackungen auf Biokunststoffbasis können erhebliche Vorteile hinsichtlich der Umweltauswirkungen bezogen auf den gesamten Lebenszyklus des Produkts erzielt werden.
Da Folien für Verpackungen elastisch und dehnbar sein sollen, werden Weichmacher eingesetzt. Als Weichmacher für PLA-PHA-Blends werden in Konzentrationen zwischen 10 Gew.-% und 30 Gew.-% für Folienanwendungen untersucht:
- Carboxygruppen: oligomere Milchsäure (OLA); Poly(adipate);
- Citratester; Acetyltributylcitrat (ATBC); Tributylcitrat (TbC); Triethylcitrat (TEC)
- Mehrwertige Alkohole: Glycerin; Poly(ethylenglykol) (PEG); Pentaerythrit (Penta); Tri(ethylenglycol)bis(2-ethylexanoat) (TEGB)
- Triglyceride: Triacetin, Tributyrin (TBL),
- Terpene: Carvacrol; D-Limonen

### PLA-PHA-Blends als Fasern
Ein Verfahren zur Verarbeitung von PLA-PHB-Blends ohne Temperatur ist die Elektrospinntechnik. Die Elektrospinntechnologie ermöglicht die Herstellung von langen und kontinuierlichen Polymerfasern ausgehend von einer Polymerlösung und bei Raumtemperatur, wodurch elektrogesponnene Fasern mit großen Oberflächen, kleiner Porengröße zwischen den Fasern und hoher Porosität in Form einer Vliesmatte erhalten werden.
Wie durch Fourier-Transformations-Infrarotspektroskopie (FTIR) und Raman-Assays gezeigt wurde, waren die besten elektrogesponnenen Mattenformulierungen bei einem Verhältnis PLA-PHB von 75:25 Gew %.

### PLA-PHB als Depot für langsame Freisetzung
Aufgrund ihrer ungiftigen und biologisch abbaubaren Natur gelten PHAs als vielversprechendes Material für die Verwendung als Beschichtung in der Landwirtschaftsindustrie. Eine Mikrokapsel, die aus elektrogesponnenen Fasern mit PHB/PLA Kern-Hülle hergestellt wird, kann den darin mikroverkapselten Harnstoff und ein Düngemittel langsam freisetzen und so den Zeitpunkt und die Art der Düngemittelabgabe steuern.
Die biologisch abbaubare Natur von PHAs macht sie zu einem potenziellen System zur kontrollierten Freisetzung von Pestiziden und Herbizide.

### PLA-PHA-Blends für Leitfähige PLA-PHA Membranen
Elektrogesponnene Fliese aus PLA-PHBV-Blend werden elektrisch leitfähig, wenn sie mit Poly(3,4-Ethylen-Dioxyt-Thiophen)-Poly(Styrolsulfonat) gecoated werden.

### PLA-PHA-Blends in der Medizintechnik
Siehe auch Kapitel Polylactide #Medizintechnik

#### PLA-PHA-Blends als Ersatz für Basalmembranen
Basalmembranen sind spezialisierte Strukturen der extrazellulären Matrix, welche Zellverbände oder Einzelzellen Epithel vom Bindegewebe abgrenzen. Es ist Ziel durch 3D-Tissue Engineering die Wiederherstellung der Basalmembranregion zu ermöglichen. Ein Blend aus Poly-L-Milchsäure (PLA) und Polyhydroxybutyrat-co-hydroxyvalerat (PHB-co-PHV) wurde zu Gerüsten elektrogesponnen. In die dreischichtige Gerüste wurde eine zentrale Schicht, die nanoporöse/nanofaserige Polyhydroxybutyrat-co-hydroxyvalerat-Fasern umfasste, in die Masse der mikroporösen Poly-L-Milchsäure-Mikrofasern eingewebt, um die Basalmembran nachzuahmen. Keratinozyten und Fibroblasten, die auf diese Gerüste ausgesät und 2 Wochen lang kultiviert wurden, zeigten, dass keiner der Zelltypen in der Lage war, die zentrale nanoporöse Barriere zu überwinden. In dem umgebenden Gerüst aus mikrofaserige Poly-L-Milchsäure konnten Keratinozyten ein Epithel und Fibroblasten einen dermalen Ersatz bilden, der Kollagen ablagert. Obwohl die Zellen diese Barriere nicht durchdrangen, war die Interaktion der Zellen immer noch aktiv. Dies ist wesentlich für die Epithelentwicklung.

#### PHA-PLA-Blends als Depotkapsel
Die Einkapselung von Progesteron in Nanopartikel aus PHBV/PLLA-Mischungen wurde untersucht. Die Nanopartikel (~153 nm) wurden durch Miniemulsions-/Lösungsmittelverdampfungstechnik mit Lecithin als Tensid hergestellt. Die Nanokapseln wiesen eine enge Größenverteilungen, eine hohe Einkapselungseffizienz und eine hohe Wirkstoffbeladung auf.

#### PLA-PHA-Blends als Ersatz von Metallplatten bei Knochenfrakturen
Das wachsende Interesse der Medizin bei der Knochenbruchbehandlung gilt der Verwendung bioresorbierbarer Polymermaterialien um Fäden, Stiele und Metallplatten zu ersetzen.
Implantate aus PLLA-PHBV-Blends, die mit einem Miniinjektor geformt wurden, wurden zur Wiederherstellung von Frakturen des KaninchenOberschenkelknochens verwendet und im Vergleich mit dem kommerziell verwendeten Edelstahlgewinde nach Steinmann bewertet. Nach der Implantation der Artefakte wurden nach 6, 12 und 24 Wochen die Knochen mittels Röntgen, histologischer Untersuchung und mechanischem Test untersucht. Die Polymerimplantate wurden der Rasterelektronenmikroskopie (REM), dem mechanischen Test und der modularen Differentialscanningkalorimetrie (DSC) unterzogen. Das Röntgenbild zeigte sowohl bei Verwendung des Polymerschafts als auch bei dem metallischen Kontroll-Implantat gute Schwielen im Knochen. Die histologische Untersuchung ergab, dass keine Entzündungsreaktionen oder Osteolysen auftraten. Der mechanische Test zeigte eine Knochenkonsolidierung. Im mechanischen Test und in den Kalorimetriestudien zeigte der Polymerschaft innerhalb der untersuchten Zeit Anzeichen einer fortschreitenden Zersetzung. Das Implantat PLLA-PHBV-Blend hat sich bei der Reparatur von Frakturen des Kaninchenfemurs als ebenso wirksam erwiesen wie ein vergleichendes metallisches Implantat.

#### PLA-PHA-Verbundgerüste
Beim Tissue Engineering werden lebende Zellen mit biologisch abbaubaren Polymeren kombiniert. Solche Verbundgerüste, die biologisch abbaubare Polymere und nanoskalige, osteokonduktive Biokeramik mit geeigneten Eigenschaften enthalten, sind vielversprechend für die Regeneration von Knochengewebe.
Hybride poröse Gerüste aus Poly-L-Milchsäure-Gerüsten, gemischt mit bis zu 30 Gew.-% Polyhydroxyalkanoat wurden durch eine Thermisch induzierte Phasentrennungsmethode hergestellt. Durch direktes Abschrecken ohne Zwischenabkühlungsschritt erhielt man eine poröse Struktur mit kleinen, miteinander verbundenen Poren. Wenn man jedoch die Lösung auf einer Temperatur im metastabilen Bereich (d. h. 30 und 35 °C) hielt, erhielt man größere Poren, aber eine geringere Konnektivität. Die morphologischen Untersuchungen ergaben eine Zunahme der Porengröße der Gerüste bei Erhöhung der Verarbeitungstemperatur und der PHA-Konzentration. Die Zugabe von PHA führte zu Gerüsten mit etwas höherer Benetzbarkeit. Die Elastizitätsmodule der PLA-PHA-Blend Gerüste mit der höchsten PHA-Konzentration, d. h. 30 Gew.-%, verdreifachten sich im Vergleich zum reinen PLA-Gerüst, was die verstärkende Wirkung von PHA auf PLA zeigt.
Dreidimensionale Verbundgerüste basierend auf Poly(hydroxybutyrat-co-hydroxyvalerat) (PHBV) und Poly(l-milchsäure)(PLLA) mit eingearbeitetem Nano-Hydroxylapatit (HA) wurden mithilfe einer Emulsionsgefrier-/Gefriertrocknungstechnik hergestellt. Es wurden die Morphologie, die mechanischen Eigenschaften und die hohe Porosität untersucht. Während einer biologischen In-vitro-Bewertungsstudie wurde beobachtet, dass SaOS-2-Zellen eine starke Anhaftung an kollagenbeschichteten Gerüsten aufwiesen.

### PLA-PHA-Blends als Filaments für den 3 D Druck
Filament ist aus dem lateinischen Filamentum=Fadenwerk abgeleitet.
Die Abkürzungen FDM (Fused Deposition Modeling) bzw. FFF (Fused Filamend Fabrication) bezeichnen beide ein und dasselbe additive Fertigungsverfahren in dem Schicht für Schicht und Linie für Linie Kunststoffbahnen aus aufgeschmolzenen Filaments aufgetragen werden und so Bauteile erstellt werden.
Bei Filamenten für den 3D-Druck handelt es sich um thermoplastische Kunststofffäden auf Rollen. Für den 3D-Drucker, der nach dem Fused Deposition Modeling (FDM-Verfahren) arbeitet, werden 3D-Druckmaterialien mit unterschiedlichen physikalischen und thermischen Eigenschaften kommerziell angeboten.
Für den Heimgebrauch ist PLA als 3D-Druck Material das am häufigsten verwendete Material. Die Herstellung des PLA-Filaments geschieht aus biologischen Grundstoffen wie z. B. Maisstärke. Deshalb ist PLA-Filament nachhaltig und umweltfreundlich.
Bei der Herstellung des Filament wird PLA-Granulat oder PLA-PHB-Blend einem Filament Extruder zugeführt. Er schmilzt den thermoplastischen Polyester auf. Der thermoplastische Kunststoff wird dank Druck und hoher Temperatur aus der Düse in Form eines gleichbleibend dicken Kunststoffstrangs herausgepresst. Gängige Filamentdurchmesser sind 1,75 mm und 2,85 mm. Filamente mit einem Durchmesser von 1,75 mm sind flexibler und belasten den Extruder des Druckers weniger. Dafür ist die Verarbeitung bei 2,85 mm Durchmesser präziser und bringt mehr Grip. PLA-Filamente werden in einer großen Bandbreite an Farben und Spezialmischungen angeboten.
Beim nachfolgenden 3D-Druck wird das thermoplastische Filament, der beheizten Druckdüse zugeführt und als Schmelze auf die Form in dünnen Schichten aufgetragen.
PLA haltiges Filament eignet sich perfekt für Einsteiger, weil es bei niedrigen Temperaturen gedruckt wird und beim Abkühlen fast keinen Verzug erzeugt. Es kann auch von Anfängern im Modellbau genutzt werden. PLA hat eine niedrigere Drucktemperatur als z. B. ABS und verzieht sich beim Abkühlen nicht so leicht. Für den 3D-Druck mit PLA wird kein Heizbett benötigt und es entstehen beim Druck auch keine unangenehmen Gerüche. PLA-Filament ist schwerer zu entzünden als ABS, raucht nicht so stark und riecht süßlich.
In kochendem Wasser verliert Filament aus reinem PLA nach wenigen Sekunden seine Festigkeit, wie eine gekochte Spaghetti-Nudel. Dagegen weisen PLA-PHB-Blend Filaments in heißem Wasser eine höhere Festigkeit auf. Ihre daraus hergestellten Objekte sind weniger spröde als solche aus reinem PLA. Beide Biokunststoffe sind 100 % biologisch abbaubar. Da Filaments auf PLA Basis bei Umwelteinflüssen abzubauen beginnen, sind Objekte daraus vorzugsweise im Indoor-Bereich einzusetzen.
Die Spezifikationen von PLA-PHB Filament sind:
| Eigenschaft             | Dimension | Wertebereich            | Kommentar                 |
| ----------------------- | --------- | ----------------------- | ------------------------- |
| Dichte                  | g·cm−3    | 1,21–1,43               |                           |
| Glasübergangstemperatur | °C        | 55                      |                           |
| Erweichungstemperatur   | °C        | 60–70                   |                           |
| Schmelztemperatur       | °C        | 170–210                 |                           |
| Drucktemperatur         | °C        | 195–220                 |                           |
| Druckgeschwindigkeit    | mm/s      | 40–100                  |                           |
| Bevorzugtes Wärmebett   | °C        | 50–60                   | jedoch nicht notwendig,   |
| Entflammbar             |           | Baustoffklasse B1       | Schwer entflammbar        |
| Abkühlen                |           |                         | mit kaltem Fön            |
| UV-Beständigkeit        |           | hohe gegen Ausbleichung |                           |
| Formstabil              | °C        | bis maximal 65          |                           |
| Einfärbbar              |           | ja                      | Mit attraktiven Farben    |
| Recyclebar              |           | ja                      | Nur sortenreines Material |
| Biokompaktibel          | %         | 100                     | .                         |

Aufgrund unterschiedlicher Kompatibilität und geringer thermischer Beständigkeit ist die 3D-Druckbarkeit durch Schmelzfilament-Herstellung (FFF) von Mischungen aus Poly(3-hydroxybutyrat-co-3-hydroxyvalerat) (PHBV)/Poly(milchsäure) (PLA) begrenzt. Durch den Einbau eines funktionalisierten Styrol-Acrylat-Copolymers mit Oxiraneinheiten als Kettenverlängerer (CE) erfolgt eine Verflechtung der Polymerketten. Diese bewirken einen geringeren thermischen Abbau während des Schmelzprozesses. Dadurch können konsistente Filamente extrudiert und das Verarbeitungsfenster für den 3D-Druck erweitert werden, sodass die Mischungen auch bei höheren Temperaturen gedruckt werden können. Die rheologische Analyse zeigt eine Verbesserung der 3D-Druckbarkeit des PHBV-PLA-CE-Filament durch eine mögliche höhere Drucktemperatur (220 °C) und niedrigere Viskosität. Die optimierten Druckmuster zeigten einen höheren Speichermodul und eine höhere Festigkeit, was zu steiferen und stärkeren Teilen führt.
Gedruckte Teile aus dem 3D-Drucker auf Basis von PLA oder deren Mischungen werden angewendet:
- Zum Visualisieren von Architekturmodellen;
- Dekorative Prototypen von Automobilteilen und Werkzeugen.;
- Ersatzteile von Oldtimern in der Automobiltechnik;
- Prothetic für Prothesen und Orthesen in der Medizintechnik;
- Figuren für Cosplay;
- Modelle, Design und Kunstwerke mit viel Freiraum;
- Ausstellungsstücke für die Gastronomie;
- Für Landschaften, Brücken, Figuren Fahrzeuge oder Flugzeuge im Modellbau;
- Dreidimensionale Modelle in der Ausbildung.[26]

## PLA-PHB-Nanoverbundwerkstoff
Siehe auch das Kapitel Polylactide #Verbundwerkstoffe.
Wird die PLA-PHA-Matrix mit biobasierten Nanopartikeln verstärkt, spricht man von Nanoverbundwerkstoffen anstelle von Verbundwerkstoffen.

### PLA-PHB-CNC-Nanoverbundstoff
An biobasierten verstärkenden Additiven werden untersucht:
- Unfunktionalisierte Cellulose-Nanokristalle (CNC)
- Mit Tensid funktionalisierte Cellulose  Nanokristalle (CNC). Die funktionalisierten CNCs dispergieren besser als unfunktionalisierte.

Wenn die Faser des Nanofüllstoffs in der Matrix eine homogene Verteilung aufweist, werden die mechanischen Eigenschaften wie Zugfestigkeit und Bruchdehnung der PLA-PHB-Matrix verbessert. Der Einbau von Fasern verbessert die Wärmeformbeständigkeitstemperatur (HDT) der Matrix. Die Zugabe von CNC zu einer PLA-PHB-Mischung ohne Weichmacher führt nicht zu größeren Änderungen der Sauerstoffbarriere.
Wenn zusätzlich als Weichmacher noch Maleinsäureanhydrid oder ATBC zugesetzt wird, verbessert sich die Dispergierung. Die Bruchdehnung. von (PLA-PHB-CNCs-ATBC)-Folien erreichen die höchste Bruchdehnung von etwa 150 % in Bezug auf die nicht funktionalisierten CNC-basierten Nanokomposite und zeigen vergleichbare Werte wie für Lebensmittelverpackungen handelsüblicher, dehnbarer Folien. Da die Zugabe von Weichmacher die Nanopartikel besser dispergiert, entstehen gewundene Wege für kleine Moleküle wie Gase und Dämpfe, dies erhöht die Sauerstoffbarriere.

### PLA-PHB-ChNC-Nanoverbundstoff
Als alternatives Verstärkungsmittel werden Nanokristalle aus Chitin (ChNCs) untersucht. Zusätzlich werden noch Dispergierhilfsmittel wie oligomere Milchsäure (OLA) eingesetzt. Das Folienblasen des ChNC-Nanokomposits ist stabil und führt zu einer glatten und homogenen Folie.
Die optische Mikroskopie der geblasenen Nanokompositfolien zeigte gut dispergierte Chitin-Nanokristalle. Aufgrund der gut dispergierten Kristalle im Nanomaßstab sowie der Wechselwirkung zwischen Biopolymeren und den Chitin-Nanokristallen stieg die Festigkeit im Vergleich zum PLA-PHB-Blend ohne Nanopartikel von 27 MPa auf 37 MPa und zeigte eine fast 36-mal höhere Bruchdehnung, was zu einem 10-mal zäheren Material führte. Schließlich zeigte die Nanokomposit-Folie mit ChNCs eine verbesserte Sauerstoffbarriere sowie einen schnelleren Abbau.

### PLA-PHB-Nano-Hydroxylapatit-Nanoverbundstoff
Auf Polymilchsäure (PLA)-Polyhydroxyalkanoat (PHA)-basierte Nanokomposite wurden mit verschiedenen Gehalten an PHA und Nano-Hydroxylapatit (nHAp)- unter Verwendung des „Lösungsgussverfahrens“ hergestellt. Ihre mechanischen Eigenschaften, Mikrostruktur, thermische Stabilität, thermische Eigenschaften und In-vitro-Abbau der PLA-PHA-basierten Verbundstoffe wurden untersucht. Die mittlere Porengröße lag bei 270 μm.
Eine PLA-20PHA/5nHAp-Lösung konnte durch Elektrospinnen zu Fasern verarbeitet werden. Bei den angelegten Hochspannungen zeigten alle erhaltenen Fasern glatte und kontinuierliche Fasern ohne Kügelchen. Die Durchmesser der Fasern sanken mit steigender angelegten Spannung von 3,7 auf 2,1 µm.